# 本田均
本田 均（ほんだ ひとし、1946年 - ）は、日本の外交官。ヒューストン総領事や、駐ウクライナ特命全権大使、駐フィンランド特命全権大使等を歴任した。

## 人物・経歴
新潟県出身。新潟県立長岡高等学校を経て、1968年東京外国語大学外国語学部英米語学科卒業、外務省入省。1970年フレッチャー法律外交大学院卒業、修士。
1984年外務大臣官房総務課査察室長。1985年外務大臣官房総務課主任企画官。同年外務大臣官房領事移住部領事第二課長。1988年在フランス日本国大使館参事官。
在ハンガリー日本国大使館公使を経て、1994年外務省研修所副所長。1996年在ヒューストン日本国総領事館総領事。1999年外務大臣官房兼総合外交政策局国際社会協力部大使、国際連合人口開発特別総会日本政府代表。同駐ウクライナ兼モルドヴァ特命全権大使。
2002年参議院参事、参議院事務局国際部長。2004年石油天然ガス・金属鉱物資源機構特別参与。2006年駐フィンランド兼エストニア特命全権大使。日本大学法学部非常勤講師（日本外交論）なども務めた。2020年瑞宝中綬章受章。